# إزالة الأكسدة
إزالة الأكسدة هي طريقة مستخدمة في علم المعادن لإزالة الأكسجين أثناء تصنيع الفولاذ. في المقابل تستخدم مضادات الأكسدة لتحقيق الاستقرار في المواد مثل عمليات تخزين الطعام. تعتبر إزالة الأكسدة مهمة في عملية صناعة الصلب إذ أن الأكسجين غالبًا ما يؤثر بشكل سلبي على جودة الفولاذ المنتج. تتم عملية إزالة الأكسدة بشكل أساسي إما عن طريق إضافة أنواع كيميائية منفصلة لتحييد تأثير الأكسجين أو عن طريق إزالة الأكسجين مباشرة.

## الأكسدة
الأكسدة هي العملية التي يفقد فيها عنصر معين الإلكترونات. على سبيل المثال عند انتقال اثنين من الإلكترونات من الحديد إلى الأكسجين يتكون الأكسيد . تستخدم هذه العملية في صناعة الصلب.

## مزيلات أكسدة فلزية
يعتمد هذا الأسلوب على إضافة فلزات معينة إلى الفولاذ، حيث تتفاعل تلك الفلزات مع الأكسجين غير المرغوب مشكلة بذلك أكاسيد قوية.
من هذه الفلزات (أو سبائكها أو مركباتها) الشائعة في هذا الاستخدام كل من:
- فروسيليكون وفرومنغنيز وثنائي سيليسيد الكالسيوم، والمستخدمة في إنتاج الفولاذ الكربوني والفولاذ المقاوم للصدأ والسبائك الحديدية.
- المنغنيز المستخدم في إنتاج الفولاذ
- كربيد السيليكون وكربيد الكالسيوم المستخدمان على هيئة بوتقة (مغرفة) في إنتاج الفولاذ
- حثالة (أو طفاوة) الألومنيوم
- الكالسيوم وذلك مزيلاً للأكسدة ومزيلاً للكبريت وللكربون في السبائك الحديدية والفلزات اللاحديدية
- التيتانيوم مزيلاً للأكسدة في الفولاذ
- الفوسفور وفوسفيد النحاس الأحادي وسداسي بوريد الكالسيوم في إنتاج النحاس الخالي من الأكسجين
- الإتريوم لإزالة الأكسجين من الفاناديوم والفلزات اللاحديدية الأخرى
- الزركونيوم
- المغنيسيوم
- التنغستن

## أنماط أخرى إزالة الأكسدة
- إزالة الأكسدة بالتفريغ Vacuum deoxidation
- إزالة الأكسدة بالانتشار Diffusion deoxidation